# Sony Ericsson T637
El modelo T637 (o T630) es un teléfono móvil manufacturado por Sony Ericsson.
Se encuentra disponible en dos colores, plateado y negro.
El T637 posee una cámara digital, que puede tomar fotografías en una resolución hasta de 352 x 432 pixeles (0.1 megapixels). Este teléfono funciona en redes GSM y es capaz de conectarse mediante el protocolo WAP 2.0. 
Soporta además ringtones polifónicos en formato MIDI, y juegos móviles en Java (J2ME). El aparato también soporta conectividad mediante Bluetooth e Infrarrojo.

## Características técnicas
Redes: tribanda GSM 900 GSM 1800 GSM 1900 
Tamaño:  102 x 43 x 17 mm 
'Peso:  92 g 
Pantalla
Tipo: TFT, 65K colors 
Resolución 128 x 160 píxeles 
Tonos
Tipo: polifónicos de 32 canales; 24 precargados. Compositor 
Vibrador: sí 
2 MB de memoria interna
300 entradas en el Organizador
Agenda de contactos de 8 campos, 510 contactos, foto cada contacto
Registro: 30 llamadas perdidas, aceptadas, hechas.
Conexión: GPRS Clase 8 (4+1 ranuras), 32 - 40 kbps
Navegador: WAP 2.0/xHTML 
Mensajería:SMS, MMS, EMS , correo electrónico y mensajería instantánea.
Juegos: Java, preinstalados (AlienScum, HoneyCave2, Minigolf, Vrally2)
Cámara: CIF, 352 x 288 píxeles 640x480
Transf. de datos: Infrarrojos, Bluetooth (ver1.0b) y cable de datos USB
Batería: Li-Po 750 mAh; duración en conversación 14 h, en modo stand-by: aprox 315 h
Este teléfono es esencialmente una revisión del modelo Sony Ericsson T610 y fue seguido por el Sony Ericsson K700i.